# Санталья
Санталья (порт. Santalha)  —  район (фрегезия) в Португалии,  входит в округ Браганса. Является составной частью муниципалитета  Виньяйш. По старому административному делению входил в провинцию Траз-уж-Монтиш и Алту-Дору. Входит в экономико-статистический  субрегион Алту-Траз-уш-Монтеш, который входит в Северный регион. Население составляет 312 человека на 2001 год. Занимает площадь 27,67 км².
Покровителем района считается Святая Евлалия (порт. Santa Eulália). 